# クリスティーナ・アグチ
クリスティーナ・アグチ（Christina Aguchi、 1986年5月26日 - ）は、アメリカ合衆国のポルノ女優。カリフォルニア州ロサンゼルス出身。

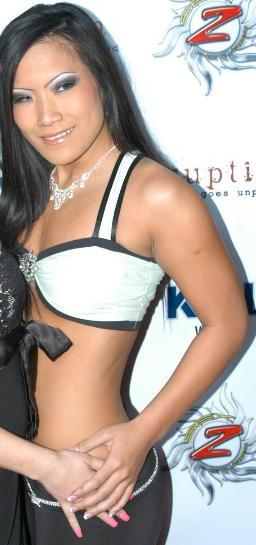
クリスティーナ・アグチ